# The Assets (mini-série)
Pour les articles homonymes, voir Asset (homonymie).
The Assets est une mini-série américaine en huit épisodes de 42 minutes basée sur le livre Circle of Treason: A CIA Account of Traitor Aldrich Ames and the Men He Betrayed par Sandy Grimes et Jeanne Vertefeuille, dont seulement deux épisodes ont été diffusés le 2 et 9 janvier 2014, sur le réseau ABC. Les épisodes restants sont diffusés les samedis à partir du 21 juin 2014.
Cette série est inédite dans tous les pays francophones.

## Synopsis
Au cœur de la guerre froide dans les arcanes de l’espionnage et du contre-espionnage russo-américain des années Reagan, une opération américaine échoue à Moscou, laissant apparaître les failles de la CIA attaquée de l’intérieur. Ce sera le rôle d'une jeune agente de démasquer le ou les coupables.

## Distribution

### Acteurs principaux
- Paul Rhys : Aldrich Ames
- Jodie Whittaker : Sandra Grimes (en)
- Harriet Walter : Jeanne Vertefeuille (en)
- Stuart Milligan (en) : Arthur O'Neill
- Ralph Brown : Lawrence Winston
- Christina Cole : Louisa Tilton (7 épisodes)
- Julian Ovenden : Gary Grimes (5 épisodes)

### Acteurs récurrents
- Catalina Denis : Rosario Ames (7 épisodes)
- Lex Shrapnel (en) : Mitch Weaver (7 épisodes)
- Goran Kostić : Cherkashin (5 épisodes)
- John Lynch : Vitaly Yurchenko (4 épisodes)
- Amelia Clarkson : Kelly Grimes (4 épisodes)
- Akie Kotabe : Eric (4 épisodes)

### Invités
- Todd Boyce : Nichols (épisodes 1 et 5)
- Nicholas Woodeson : Volkov (épisodes 1 et 6)
- Trystan Gravelle : John P (épisode 1)
- Sigitas Račkys (lt) : Bokhan (épisode 1)
- Darius Petkevičius (lt) : Leonid Poleshchuk (épisode 1)
- David Horovitch (en) : US Ambassador (épisode 1)
- Noel Clarke : Mack (épisodes 2 et 3)
- Peter Guinness : Dmitry Polyakov (épisodes 2 et 6)
- Leonardas Pobedonoscevas (lt) : Alyosha Polyakov (épisodes 2 et 6)
- Arvydas Dapšys (lt) : Aleksandr Ogorodnik (épisode 2)
- Kieran O'Brien : Randy (épisode 2)
- Elen Rhys (en) : Mary Howard (épisode 3)
- Richard Brake : Agent Waters (épisode 3)
- Mark Dexter (en) : Agent Ganthier (épisode 3)
- Nigel Whitmey (en) : Callan Grayson (épisode 3)
- Jonjo O'Neill (en) : Edward Lee Howard (épisode 3)
- Oliver Cotton (en) : Vladimir Krychkov (épisode 5)
- Aisling Bea : Kara Jensen (épisode 5)
- Emily Joyce (en) : Eliza Nicholson (épisode 5)
- Adam James (en) : Walt Escott (épisode 6)
- Julian Lewis Jones : Jim (épisodes 7 et 8)
- Jane Perry (en) : Agent Butler (épisode 7)
- Mark Arnold (en) : Interviewee #3 (épisode 7)
- Sarah Greene : Laura (épisode 8)
- Parker Sawyers : Matt (épisode 8)
- John Schwab (en) : Interviewee #1 (épisode 8)
- James Tratas (en) : FBI Agent (épisode 8)

## Fiche technique
- Producteurs exécutifs : Morgan Hertzan, Rudy Bednar et Andrew Chapman
- Société de production : Lincoln Square Productions

## Développement

### Production
En juillet 2013, ABC commande la série, puis en novembre, place la série limitée de huit épisodes les jeudis à 22 h à partir de janvier 2014, durant la pause hivernale de Scandal.
À la suite des mauvaises audiences, la série a été annulée après la diffusion du deuxième épisode.

## Épisodes
| № | Titre                   | Réalisation            | Scénario       | Première diffusion | Audience (millions) |
| - | ----------------------- | ---------------------- | -------------- | ------------------ | ------------------- |
| 1 | My Name is Aldrich Ames | Jeff T. Thomas         | Drew Chapman   | 2 janvier 2014     | 3,77                |
| 2 | Jewel in the Crown      | Jeff T. Thomas         | Drew Chapman   | 9 janvier 2014     | 2,92                |
| 3 | Trip to Vienna          | Adam Lucas Feinstein   | Alex Berger    | 21 juin 2014       | 1,2                 |
| 4 | What's Done is Done     | Rudy Bednar            | Bruce Terris   | 28 juin 2014       | 1,42                |
| 5 | Check Mate              | Trygve Allister Diesen | Karen Stillman | 27 juillet 2014    |                     |
| 6 | A Small Useless Truth   | Trygve Allister Diesen | Sarah Byrd     | 27 juillet 2014    |                     |
| 7 | The Straw Poll          | Peter Medak            | Bruce Terris   | 3 août 2014        |                     |
| 8 | Avenger                 | Peter Medak            | Drew Chapman   | 3 août 2014        |                     |

## Accueil
Le pilote n'a rassemblé que 3,77 millions de téléspectateurs (0.7/2 parmi les 18 à 49 ans), qui se traduit comme étant un flop.
Le deuxième épisode, 2,92 millions de téléspectateurs (0.6/2).
Les épisodes restant ont été programmés le samedi soir dès le 21 juin, mais après la diffusion du 28 juin, a de nouveau été retirée de l'horaire. Les quatre épisodes restants ont été programmés les dimanches 27 juillet et 3 août à 16 h et 17 h, alors que les audiences ne sont pas pris en compte.